# 劉藩
劉藩（4世纪—412年），沛國沛縣人。東晉將領，劉毅堂弟。曾參與討伐桓玄、北伐南燕及平定盧循之亂等戰役，但在劉裕消滅劉毅勢力時被誅殺。

## 生平
元興三年（402年），劉裕起兵討伐篡位稱帝的桓玄，時劉藩與劉毅等人都有參與。後劉藩獲授兗州刺史。義熙五年（409年），劉裕北伐南燕，劉藩亦有隨軍，在進攻臨朐城時，南燕帝慕容超親至該城督戰，劉藩與劉敬宣等諸將在城南與南燕軍奮力作戰，讓檀韶、胡藩軍得以乘虛攻下城池，並逼慕容超走赴城南大軍，接著晉軍再度進攻，遂大破燕軍。慕容超遂敗還廣固，次年在晉兵圍困下只得投降，成功滅南燕。就在劉裕攻燕之時，廣州刺史盧循起兵，連敗江州刺史何無忌及豫州刺史劉毅，直逼建康，劉裕遂在滅燕後急急南返防守，並在七月成功擋住盧循的進攻，逼使其退還江州。接著，劉裕積極準備水軍討伐盧循，並在同年十月帶著劉藩及檀韶等領水軍自建康出發，進攻盧循。十二月，劉裕於江州大破盧循，盧循率領敗部南奔廣州，劉藩則率孟懷玉等人輕兵追擊。義熙七年（411年）二月，劉藩攻克始興，殺死退守當地的盧循姐夫徐道覆。
義熙八年（412年），因荊州刺史劉道規因病離職，劉毅遂接任荊州刺史。劉毅到任後積極在當地組建自己勢力，不久又稱疾，請調兗州刺史劉藩到荊州當自己副手。劉裕先同意其請求，但在劉藩自廣陵（今江蘇揚州西北）入建康（今南京）時，劉裕卻於九月十二日用晉安帝名義發佈詔書，誣稱劉毅兄弟與尚書僕射謝混，共謀不軌，於是收劉藩等人下獄並賜死，又率軍攻打劉毅。